# Dharma
Dharma (in sanscrito धर्म, dharma; AFI: [dʰərmə]) è un termine che presso le religioni dell'Asia meridionale riveste numerosi significati e anche azioni. Può essere tradotto come "dovere", "legge", "legge cosmica", "legge naturale", oppure "il modo in cui le cose sono" o come equivalente del termine occidentale "religione".
La parola Dharma è usata nella maggior parte delle filosofie religiose o religioni di origine indiana: Induismo (Sanātana Dharma), Buddismo (Buddha Dharma), Giainismo (Jain Dharma) e Sikhismo (Sikh Dharma). Nell'induismo, è anche un appellativo del dio Yama.

## Significati e origini della parolaDharmaeṚtanella cultura vedica
Il termine Dharma deriva dalla radice sanscrita dhṛ traducibile in italiano come "fornire una base", ovvero come "fondamento della realtà", "verità", "obbligo morale", "giusto", "come le cose sono" oppure "come le cose dovrebbero essere".
Nella sua forma più antica, dharmāṇ, il termine compare per la prima volta nel Ṛgveda collegato alla nozione di Ṛta (in sanscrito ऋत, ṛta; AFI: [ɹ̩t̪ə]) e alle due divinità di Mitra e Varuṇa.
(Ṛgveda, V 63,1 a-c)
(Ṛgveda, V 63,7 a-c)
Questi brani indicano come a partire dalla stessa cultura vedica, l'ordine cosmico (Ṛta) e ciò che 'sostiene' l'intero mondo (Dharma), ovvero ciò che si oppone al caos, è considerato protetto dall'azione degli dèi (deva) e dai riti cerimoniali degli uomini a favore degli stessi.
La sostanziale differenza tra Ṛta e Dharma risiede nel fatto che
(William K. Mahony. Op. cit.)
In ultima analisi il termine Dharma assurge a significato di ciò che è coerente con l'ordine dell'universo, quindi di "verità" e di "giustizia".
Allo stesso modo molti Dei vedici assumono il nome di Dharma e Dharma stesso acquisisce lo status di divinità.

### IlDharmanel Brahmanesimo e nell'Induismo
Con la composizione dei Brāhmaṇa (a partire dal X secolo fino al VII secolo a.C.), commentari sacerdotali dei più antichi Veda, il termine Dharma si impone viepiù a significare le azioni corrette che consentono al Cosmo di mantenere il suo ordine.
Così Gianluca Magi:
(Gianluca Magi. Op. cit.)
Il mantenimento dell'ordine del Cosmo non poteva che riflettersi nel destino dell'individuo che se ne faceva portatore, ovvero nel suo karman, ne consegue che progressivamente i due termini vengono a collegarsi fino a che, nel II secolo a.C.
(Manusmṛti (Le leggi di Manu) II,9)
Così William K. Mahony:
(Op. cit.)
(Manusmṛti (Le leggi di Manu) IX, 64)
Quindi rispettare il Dharma diviene il rispetto di una serie di norme che sono alla base dell'universo naturale e di quello sociale il cui ordine va sempre garantito. L'individuo inserito in questo contesto deve accertarsi di rispettare le norme dharmiche della propria casta sociale (varṇa) e del proprio periodo di vita (āśrama).
Questi insieme di criteri normativi denominati varṇāśramadharma
fanno sì che l'indù di casta brahmanica sa che il suo compito è quello di compiere i riti per sollecitare la benevolenza dei deva nei confronti dell'intera comunità; lo  kṣatriya invece è consapevole del suo compito di amministratore e difensore, così come il vaiśya e lo śūdra nei loro rispettivi ruoli.
Allo stesso modo, a seconda degli stadi della vita, il giovane studente (brahmacārin) deve impegnarsi a studiare le sacre scritture; divenuto capofamiglia (grhastha) deve sostenerla e proteggerla dando continuazione all'intera comunità; trasformatosi in asceta delle foreste (vanaprastha) beneficia la comunità con le sue offerte rituali prima di entrare nella liberazione totale del saṃnyāsin.
Accanto al varṇāśramadharma, (Dharma della propria condizione individuale detto anche svadharma) si pone il più generale sādhāraṇadharma (anche sāmānyadharma),
il Dharma degli imperativi morali generali comuni a tutti gli indù ovvero quelli elencati, ad esempio, nello Arthaśāstra (I,3,13), nel Manusmṛti o nell'ancora più completo Vāmana Puraṇa che si possono esemplificare nelle regole del tipo 'non uccidere', 'non mentire', 'mantenere la purezza' etc..
E se in alcune circostanze eccezionali (ad es. calamità naturali) l'intera normativa dharmica può essere sospesa (āppadharma), come nel caso di un brahmano che assume i compiti di uno  kṣatriya, resta che
(William K. Mahony op. cit.)
Così se tradizionalmente la scelta della prevalenza tra gli imperativi etici contraddittori (ad esempio l'uccisione di un nemico in guerra di contro alla proibizione della violenza) viene affidata alla interpretazioni della letteratura vedica e dei suoi commentari (quindi dai Veda fino al Manusmṛti passando per i Puraṇa e i Kalpasūtra), questi stessi testi prevedono che se le Shruti (Veda,  Brāhmaṇa, Āraṇyaka e  Upaniṣad) e le Smriti (i sei Vedāńga, il Mahābhārata, il Ramāyāna e i Puraṇa) non riescono a risolvere un dilemma la soluzione possa venire offerta da una persona riconosciuta come giusta (sadācāra, da qui il sadācāradharma) o che si comporta in modo conforme ai Veda (siṣṭācāra da qui il siṣṭācāradharma).
Temi di non poco conto nella tradizione indiana che hanno riverberato anche nella legislazione moderna.
Ariel Glucklich evidenzia come la modalità interpretativa, unitamente alla possibilità dell'āppadharma e delle regole stabilite per il Kālīyuga (Kālīvarjyas), ha consentito di rovesciare molte norme vediche. Così oggi un giovane di casta brāhmaṇa può studiare sotto un insegnante di casta  kṣatriya o, ad esempio nel passato, la Bengal Satī Regulation del 1829 (che proibì l'immolazione delle mogli sulle pire dei mariti defunti, usanza peraltro contestata da diversi esegeti indiani come non vedica) sono frutto di un profondo dibattito religioso sulla correttezza dharmica dell'applicazione delle norme della tradizione religiosa.

## IlDharmanel buddismo

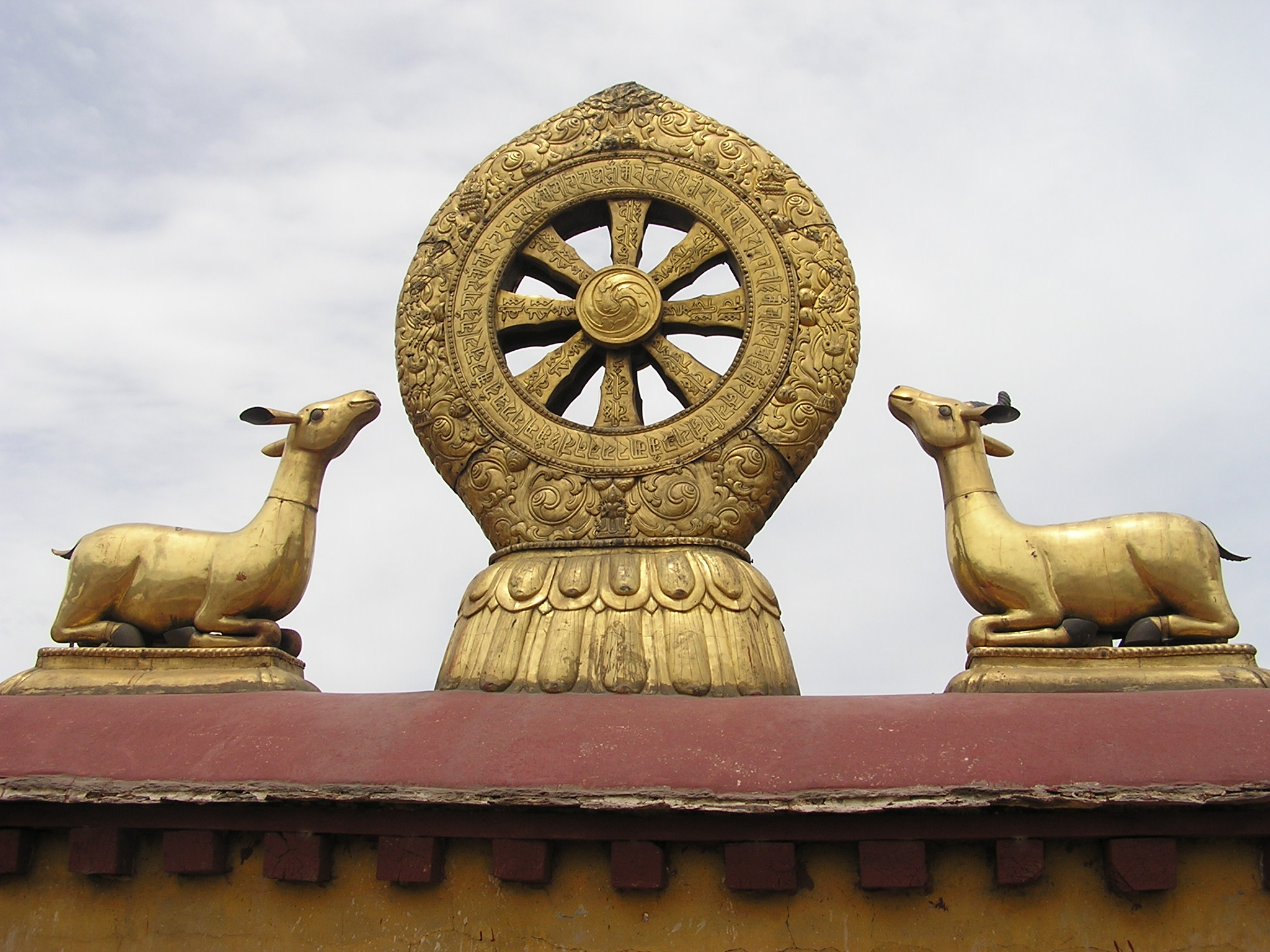
Il dharmacakra, simbolo della religione buddista, situato in cima al Tempio Jokang, a Lhasa in Tibet. Le gazzelle poste ai lati della Ruota del Dharma sono a ricordo del luogo, il Parco delle gazzelle, in cui il Buddha Śākyamuni predicò per la prima volta la dottrina buddista.

Nel Buddismo, Dharma indica gli insegnamenti del Buddha, a partire dall'origine del duḥkha (la sofferenza), la pratica di tali insegnamenti, la via verso l'Illuminazione e di conseguenza il Buddismo stesso.
Il Dharma è anche la Legge universale che esprime l'intera realtà stessa e che il Buddismo s'impegna a trasmettere e spiegare.
Il Dharma buddista è simboleggiato da una ruota, il dharmacakra, ed è il secondo dei Tre gioielli del Buddismo.
Il discorso sul Dharma (sanscrito dharmyāṃ kathām) è un discorso pubblico tenuto da un maestro buddista, sugli insegnamenti del Buddismo stesso.
Il termine dharma, sempre nel Buddismo, quando scritto con l'iniziale minuscola, indica anche i diversi fenomeni osservabili, ovvero: tutti gli oggetti conoscibili, quelli della mente, gli oggetti materiali, le regole e le tradizioni religiose e i comportamenti virtuosi.

## IlDharmanel Giainismo
Nella letteratura canonica del Dharmashastra, che elabora i ruoli del dharma nel dettaglio, il termine non rappresenta comunque una legge universale: viene applicato solo agli Ari, in particolar modo ai bramini. Vengono esclusi i mleccha (fuori casta). Esso rappresenta il tradizionale dharma Indu “dell’ordine delle caste e degli stadi della vita”. Tuttavia, il concetto correlato di karma tendeva a mitigare la particolarità del dharma. Il karma è sempre, naturalmente, universale: la sua causalità, che lega fondamentalmente l’uomo ai risultati della sua azione, si applica a tutti.

I Buddisti e i Giainisti si appropriarono del termine “dharma” e iniziarono  a usarlo secondo le loro necessità; ciò portò inevitabilmente verso una plurità di significati della stessa parola. Ben presto le sette induiste di Vishnu e Shiva prevalsero, dichiarando il loro come l’unico vero “dharma”.